# Valter Matošević
Valter Matošević (ur. 11 czerwca 1970 w Rijece) – chorwacki piłkarz ręczny, bramkarz. Dwukrotny mistrz olimpijski.
Grał w Zamecie z rodzinnego miasta, w ojczyźnie bronił także barw RK Zagrzeb (1995–1996, 2004–2005) i RK Metković, Z pierwszym z tym klubów zdobywał tytuły mistrza kraju. Grał w lidze włoskiej oraz dwóch klubach z Niemiec: Wilhelmshavener HV oraz HSG Wetzlar. Występował też w hiszpańskim SDC San Antonio i duńskim FCK Håndbold.
W reprezentacji Chorwacji rozegrał blisko 200 spotkań. Mistrzem olimpijskim zostawał w Atlancie oraz Atenach. Był także złotym medalistą mistrzostw świata (2003).